# Kibala
Kibala è un municipio dell'Angola appartenente alla provincia di Cuanza Sud. Ha 168.301 abitanti (stima del 2006) ed una superficie di 10.253 km².